# Linces UVM FBA
Los Linces UVM son el equipo representativo de fútbol americano de la Universidad del Valle de México. Actualmente participan en el Grupo Verde de la ONEFA y juegan sus partidos como local en el Estadio José Ortega Martínez en el campus de la universidad en Lomas Verdes, Estado de México. Actualmente es un equipo con presencia en todas la categorías amateur.
Para la temporada 2006, el equipo participó en el Grupo nacional de la ONEFA, terminando con un récord de 5–3, lo que les permitió acceder a la postemporada. Los Linces perdieron en ronda de comodines ante los Auténticos Tigres por un marcador de 44–14.
Se caracteriza por ser un equipo en constante crecimiento que en los últimos años se ha mantenido entre las 5 mejores escuadras de la Ciudad de México, desplazando en algunas temporadas a los históricos equipos de las universidades públicas de la capital. El programa de fútbol americano de la Universidad del Valle de México incluye a equipos de categorías menores que fungen como semilleros
Su entrenador actual, Rodrigo Pérez se encuentra al mando del equipo a partir de la temporada 2018.